# Armin Krauße
Armin Robert Hermann Krauße (* 30. August 1935 in Leipzig; † 6. Dezember 2019 in Freiberg) war ein deutscher Bergingenieur und Hochschullehrer.

## Leben
Armin Krauße legte 1953 in Markkleeberg das Abitur ab und absolvierte anschließend ein Praktikum im Erz-, Steinkohlen- und Braunkohlenbergbau. Ab 1954 studierte er Bergbau/Tiefbau an der Bergakademie Freiberg, 1959 erwarb er das Diplom. Bis 1964 arbeitete er anschließend als wissenschaftlicher Assistent am Institut für Bergbau/Tiefbau der Bergakademie. Zwischen 1964 und 1966 wirkte er als wissenschaftlicher Mitarbeiter an der Arbeitsstelle für Geomechanik der Akademie der Wissenschaften der DDR.
Von 1966 bis 1969 war Armin Krauße als wissenschaftlicher Oberassistent an der Bergakademie Freiberg tätig. 1978 wurde er zum Dr.-Ing. promoviert, die Lehrbefähigung erwarb er 1981. In den Jahren 1979 bis 1982 arbeitete er im Steinkohlenbergbau in Moatize (Mosambik). Am 1. Februar 1982 wurde er von der Bergakademie Freiberg zum Dozent für Abbauverfahren und Grubenausbau berufen, gleichzeitig wurde er Leiter der Fachrichtung Geotechnik. Am 17. März 1987 erwarb er mit der Promotion B den Grad Dr. sc. techn., der 1991 in Dr.-Ing. habil. umgewandelt wurde. 1987 wurde er zum außerordentlichen Professor berufen, im Jahr 2000 trat er in den Ruhestand.
Armin Krauße starb am 6. Dezember 2019 völlig unerwartet in seiner Freiberger Wohnung.

## Veröffentlichungen (Auswahl)
- Entwicklung und Aufbau eines geomechanischen dreidimensionalen Modelles aus äquivalenten Materialien zur Einschätzung des Standsicherheitsverhaltens einer Gewichtsstaumauer. Dissertation, 1978
- Anwendung der geomechanischen Modelltechnik bei der Beurteilung des Verhaltens eines Staubauwerkes bei Belastung durch das gestaute Wasser und beim Auftreten rezenter Krustenbewegungen im Gebirge. Leipzig, 1981
- Zur Klassifikation und Anwendung von Abbauverfahren im Bergbau-Tiefbau unter besonderer Berücksichtigung von Problemen der Gebirgsbeherrschung. Dissertation B, 1987